# Lee Wilson & Company
Die Lee Wilson and Company war ein amerikanischer Landwirtschaftskonzern in Arkansas.

## Geschichte
1886 gründete Robert E. Lee Wilson zusammen mit seinem Schwiegervater die Lee Wilson & Company. Das Unternehmen besaß eine Sägemühle am Golden Lake genannten Altarm des Mississippi. In den ersten Jahren wurde durch das Unternehmen der im Arkansas Delta vorhandene Wald gerodet und weiterverarbeitet. Es wurden Holzfällersiedlungen gegründet und unternehmenseigene Läden eingerichtet. Aus diesen Siedlungen im Mississippi County entstanden die Städte Marie, Victoria, Ecadale, Keiser und Wilson. 
Im Gegensatz zu vielen anderen Holzunternehmen, wurde das Land nach der Rodung nicht verkauft. Lee Wilson begann das Land trocken zu legen und darauf Baumwolle, Mais und Alfalfa anzubauen. In der Folge entstand die weltgrößte Baumwollplantage. Das Unternehmen beteiligte sich an Banken, Produktionsbetrieben und erzeugte eine Zeit lang Strom. Außerdem wurden Bahnstrecken zum besseren Abtransport des geschlagenen Holzes und zur Erschließung des gerodeten Geländes errichtet. Bahngesellschaften der Lee Wilson & Co. waren die Jonesboro, Lake City and Eastern Railroad und die Delta Valley and Southern Railway. Die Mehrzahl der Beschäftigten war als Farmpächter mit dem Unternehmen verbunden. Vielfach erfolgte die Belohnung durch Geld, mit dem nur in den unternehmenseigenen Betrieben eingekauft werden konnte. Auch die Höhe der Löhne waren Inhalt von Untersuchungen staatlicher Behörden.
1933 starb Robert E. Lee Wilson und sein Sohn und der langjährige Beschäftigte James Crain übernahmen das Unternehmen. Zu dieser Zeit verfügte die Lee Wilson & Company über 260 Quadratkilometer Land. Die Siedlung Wilson war als Modellstadt angelegt worden und komplett im Eigentum der Gesellschaft, einschließlich aller Gebäude und Geschäfte. Die Stadt war vom europäischen Tudorstil inspiriert. Nachdem 1950 James Crain in den Ruhestand gegangen war, übernahm Robert E. Lee Wilson III. das Unternehmen. Die Stadt Wilson begann in die roten Zahlen zu rutschen. Das Unternehmen begann deshalb die Gebäude an die Einwohner zu verkaufen und die Stadt erhielt einen offiziellen Status. Bürgermeister der Stadt wurden Mitglieder der Wilson-Familie. Die Hälfte des Ackerlandes wurde für den Baumwollanbau genutzt. Auf der restlichen Fläche wurde neben Mais, Alfalfa auch Weizen angebaut.
Durch Vertriebsverträge mit den Traktorenherstellern Ford und Case schuf sich die Lee Wilson & Company ein weiteres Standbein. Auch selber investierte das Unternehmen in die Mechanisierung der Landwirtschaft. Es wurde eine Sojabohnen-Ölmühle errichtet und die Gesellschaft stieg ins Geschäft mit Saatgut und Düngemittel ein. Da viele der Bewohner des Arkansas Deltas nach dem Zweiten Weltkrieg in die Städte auswanderte, fehlten dem Unternehmen Arbeitskräfte. Im Rahmen des Bracero-Programmes wurden deshalb mexikanische Arbeiter angeworben. Während dieser Zeit nutzte das Unternehmen die Möglichkeit auf staatlichen Flächen Gemüse, Erdbeeren und Süßkartoffeln anzubauen. Nachdem 1964 das Programm eingestellt worden war, kam es erneut zu einem Arbeitskräftemangel.
Daraufhin wurde erneut die Produktion umgestellt und wieder Baumwolle, Reis und Soja angebaut. Weiterhin wurden Öle erzeugt und man begann mit der Tierhaltung. Das Unternehmen florierte bis Anfang des 21. Jahrhunderts. Waren früher tausende von Menschen im Unternehmen beschäftigt, reduzierte sich diese Zahl durch die Mechanisierung und Automatisierung in der Landwirtschaft auf rund 50 Menschen. Im Dezember 2010 verkaufte die Wilson-Familie das Unternehmen an die Banker und Investmentunternehmer Gaylon Lawrence und seinen Sohn Gaylon Lawrence Jr. für 150 Millionen Dollar.